# Magnetisk krets

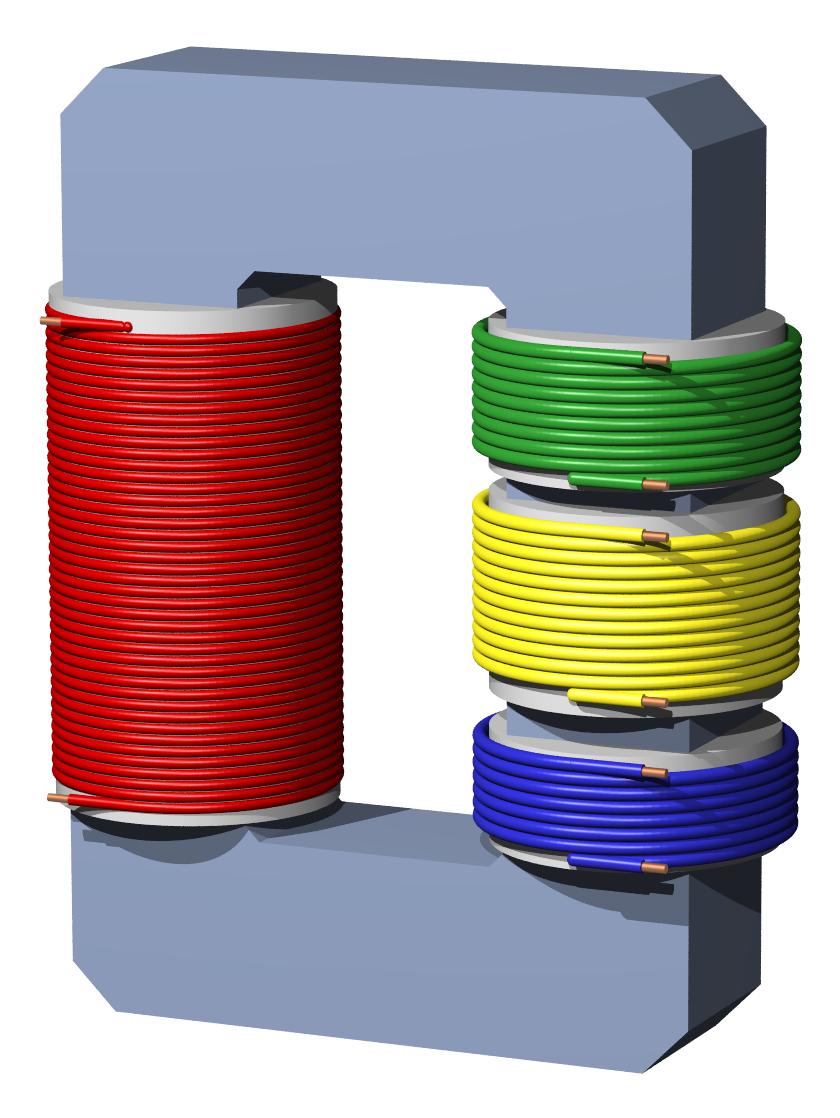
Transformator med magnetisk krets som förbinder fyra spolar

En magnetiskt krets består av en eller flera slutna banor som innehåller ett magnetiskt flöde. Det magnetiska flödet är vanligtvis genererat av permanentmagneter eller elektromagneter och är begränsat till banor bestämda av magnetiska kärnor bestående av ferromagnetiska material som järn även om luftgap och andra material förekommer i banan. Magnetiska kretsar används för att effektivt leda magnetiska fält i elektriska motorer, generatorer, transformatorer, relän och elektromagneter.